# Heroic Age
«Эра Героев» (англ. Heroic Age) — серия комиксов Marvel Comics. Комикс выходит ежемесячно с апреля 2010 по настоящее время. Серия представляет собой крупномасштабный кроссовер с участием многих супергероев и суперзлодеев мультивселенной Marvel Comics. Сюжет основан на событиях, которые развивались в предыдущие кроссоверы вселенной Marvel: Гражданская Война, Инициатива, Тайное Вторжение, Тёмное правление и Осада.

## История создания
Издатель комиксов Marvel, Дэн Бакли заявил что «Эра Героев» будет более ограничена по своим масштабам, чем предыдущие сюжеты.
Сюжетная линия началась в мае 2010 года в комиксе Avengers #1, в котором показано объединение в одну команду таких героев как Железный человек, Капитан Америка, Тор и Соколиный Глаз.

## Комиксы

### Новые издания
Несколько новых серий, которые несут сюжетную основу Эры Героев:
- Atlas
- The Avengers
- Avengers Academy
- Black Widow
- New Avengers
- Secret Avengers
- Young Allies
- Hawkeye & Mockingbird

### Ограниченные издания
- Age of Heroes
- Astonishing Spider-Man & Wolverine
- Avengers: The Children’s Crusade
- The Heroic Age: Prince of Power
- Avengers Prime
- Steve Rogers: Super-Soldier
- One Month to Live

### Одиночные издания
- Avengers Spotlight
- Enter the Heroic Age
- Uncanny X-Men: The Heroic Age
- The Death of Dracula

### Отменённые комиксы
Данные комиксы были отменены или возобновленны после дебюта Эры Героев:
- Agents of Atlas — Вообновлён как «Atlas»
- Avengers: The Initiative — Отменён
- Dark Avengers — Отменён
- Incredible Hercules — Отменён
- Mighty Avengers — Отменён
- New Avengers — Возобновлён
- Wolverine: Origins — Отменён